# Charles Rennie Mackintosh (Rose)
Die Rosensorte ‘Charles Rennie Mackintosh’ (syn. ‘AUSren’, ‘Rosarium Glücksburg’) ist eine kelchförmig gefüllte, fliederrosafarbene öfterblühende Strauchrose, die von David Austin 1988 in Großbritannien eingeführt wurde. Gezüchtet wurde die Rose aus der blassrosafarbenen Englischen Strauchrose ‘Chaucer’  (‘AUScer’) und der rosafarbenen Rugosa Hybride ‘Conrad Ferdinand Meyer’ und dem Pollen der Englischen Strauchrose ‘Mary Rose’ (‘AUSmary’). Sie gehört zur Gruppe der Rosenfamilie der Englischen Alte Rose-Hydriden (‘Mary Rose’ - Untergruppe).

## Ausbildung
Die Rosensorte ‘Charles Rennie Mackintosh’ bildet einen kräftigen Busch mit vielen dünnen Trieben aus, die mit zahlreichen kleinen spitzen Stacheln besetzt sind. Die Rosenpflanze wird etwa 90 cm bis 150 cm hoch und 75 cm bis 120 cm breit. Die Rose besitzt 8 bis 10 cm große gekräuselte, schalenförmige Blüten mit kleinen, gedrehten inneren Blütenblättern. Die Farbe der Blüten variiert in Abhängigkeit vom Wetter von einem dunklen fliederrosa bis zu einem klaren lila, mitunter mit einem gräulichen Farbstich. Die Rose zeichnet sich durch einen langanhaltenden, dezenten Duft nach Alten Rosen aus. Für Englische Rosen untypisch, besitzt die 'Charles Rennie Mackintosh' relativ kleine grüne Blätter.
Die üppig remontierende Rose ist  winterhart (USDA-Klimazone 5b bis 10b). Sie blüht anhaltend von Mai bis in den späten Sommer und ist resistent gegenüber den bekannten Rosenkrankheiten. Die Rose eignet sich zur Bepflanzung von gemischten Blumenrabatten und Bauerngärten.
Die ‘Charles Rennie Mackintosh’ wird in zahlreichen Rosarien und Gärten der der Welt, unter anderem im Deutschen Rosarium Dortmund, im Denver Botanic Garden, im Huntington Botanical Gardens Archive, im Les Chemins de la Rose in Maine-et-Loire, im Rosarium Petrović oder im San Jose Heritage Rose Garden gezeigt.

## Namensgebung
Die Rose wurde nach dem schottischen Designer und Architekten Charles Rennie Mackintosh, einem der einflussreichsten Vertreter der Arts-and-Crafts-Bewegung benannt.